# روبرت نارسکا
روبرت نارسکا (استونیایی: Robert Närska؛ زادهٔ ۲۱ سپتامبر ۱۹۴۸) سیاستمدار و اقتصاددان اهل استونی است. وی در سال ۱۹۹۲ وزیر کشور استونی بود.